# Benjamin Gischard
Benjamin Gischard (Zúrich, 17 de noviembre de 1995) es un deportista suizo que compite en gimnasia artística.
Ganó dos medallas en el Campeonato Europeo de Gimnasia Artística, plata en 2021 y bronce en  2016. Participó en dos Juegos Olímpicos de Verano, en los años 2016 y 2020, ocupando el sexto lugar en Tokio 2020, en el concurso por equipos.

## Palmarés internacional
| Campeonato Europeo | Campeonato Europeo | Campeonato Europeo | Campeonato Europeo   |
| Año                | Lugar              | Medalla            | Prueba               |
| ------------------ | ------------------ | ------------------ | -------------------- |
| 2016               | Berna (Suiza)      | Medalla de bronce  | Concurso por equipos |
| 2021               | Basilea (Suiza)    | Medalla de plata   | Suelo                |